# Palm Pilot

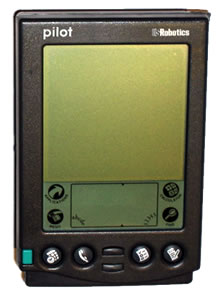
Pilot 5000.

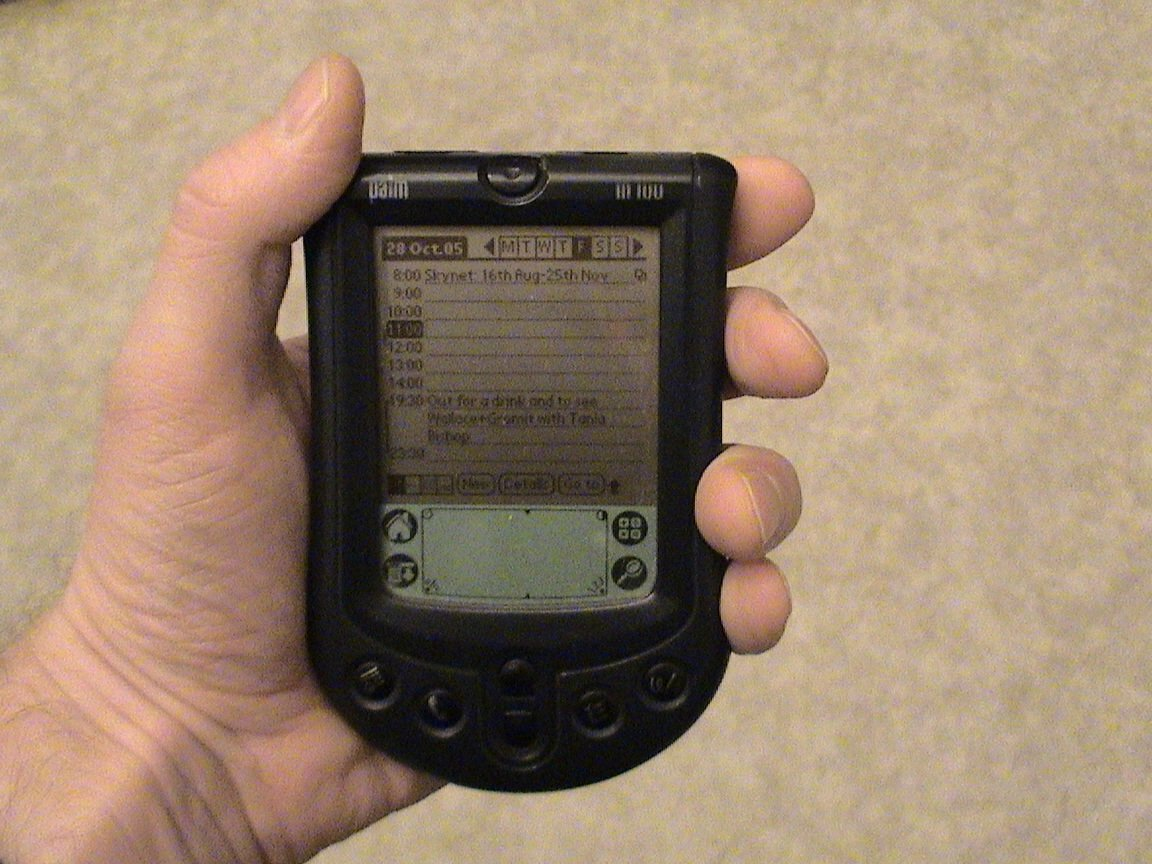
Palm m100 en blanco y negro.

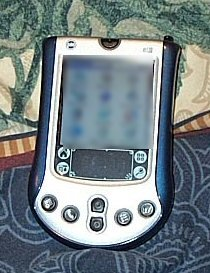
Palm m130.

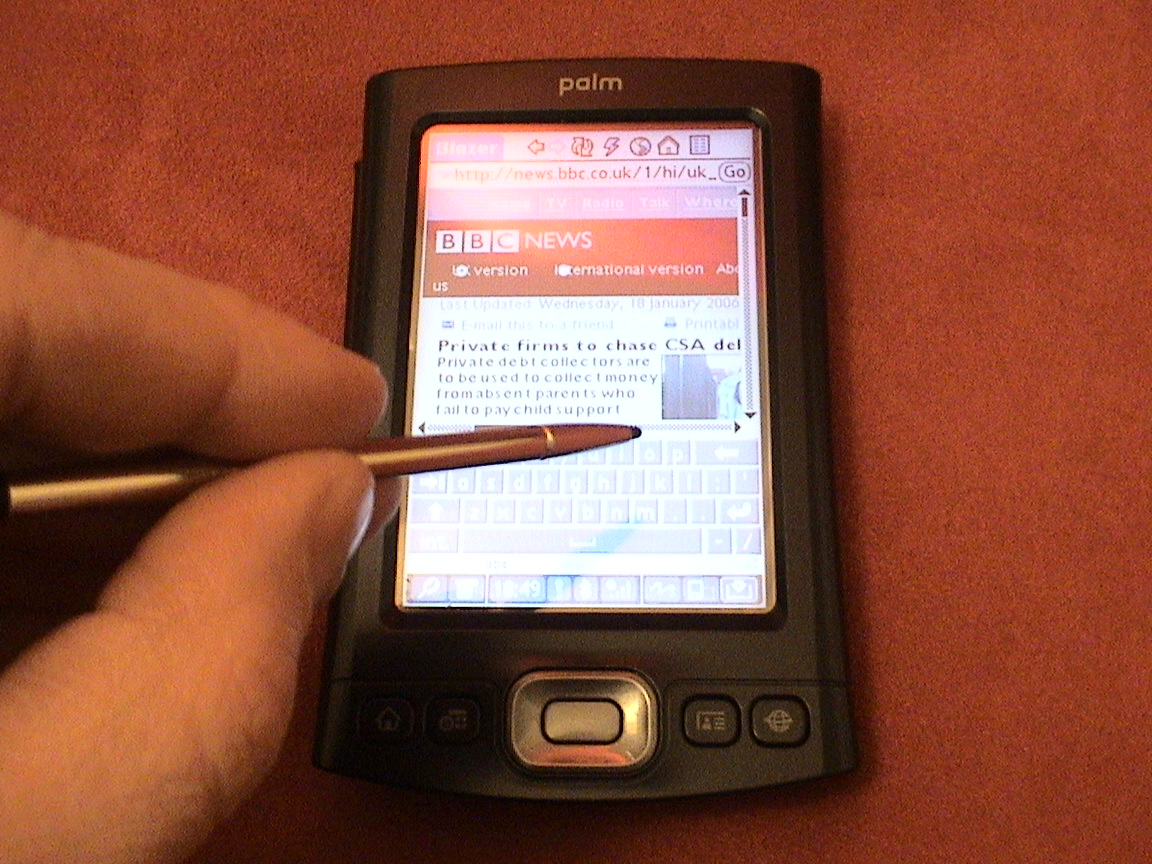
La Palm TX permite la navegación inalámbrica.

Pilot fue el nombre dado a la primera generación de los ayudantes personales digitales (PDA) fabricadas por Palm, Inc. en 1996 (entonces una división de U.S. Robotics y más adelante 3Com).
Debido a un litigio con la marca registrada Pilot Pen Corporation, la segunda generación en 1997 fue nombrada PalmPilot. A partir de 1998, eran conocidos simplemente como Palm pero "PalmPilot" ha entrado en el vernáculo como sinónimo para los PDA, sin importar la marca de fábrica.
Los inventores originales del Pilot eran Jeff Hawkins, Donna Dubinsky, y Ed Colligan, quien fundó Palm Computing. El propósito original de esta compañía era crear el software de reconocimiento de escritura para otros dispositivos, llamado Graffiti, pero su investigación los convenció de que podrían crear un mejor hardware. Antes de comenzar el desarrollo del Pilot, Hawkins dice haber llevado un bloque de madera del tamaño del potencial Pilot, en su bolsillo por una semana. Palm se benefició ampliamente de los errores cometidos por los primeros intentos de crear un ordenador de mano por Go Corporation y Apple Computer.
Debido a que Palm Computing era un subsidiario de 3Com, el grupo de fundadores estaba bastante trastornados porque no tenían control sobre los productos Palm. Como resultado, abandonaron 3Com y fundaron Handspring en junio de 1998. Cuando dejaron Palm, Hawkins escribió la licencia para Palm OS del palm Handspring, y la compañía fue el primer licenciatario del Palm OS. Handspring inició la producción del Handspring Visor, un clon de los ordenadores de mano Palm que incluía una ranura de expansión del hardware y utilizaron software levemente modificado.
Palm Computing es absorbida por su propia compañía (entonces llamada Palm Incorporated) en 2000. Handspring se combinó más adelante con Palm para formar palmOne en 2003 cuando Palm Inc. se divide en dos compañías, una basada en la venta del hardware (palmOne) y otra del software (PalmSource). En 2005, palmOne adquirió todos los derechos de la marca Palm comprando los derechos compartidos con PalmSource y cambia nuevamente de nombre a Palm.
Los PDA Palm utilizaban inicialmente el popular procesador Motorola Dragonball (Bola de Dragón), un derivado del Motorola 68000. Modelos más recientes usan una variante de la extensamente popular arquitectura ARM (conocida generalmente bajo la marca Intel XScale). Esta es una clase de microprocesadores RISC que se utiliza extensamente en dispositivos móviles y sistemas empotrados, y su diseño fue influenciado fuertemente por la tecnología MOS 6502, una CPU ampliamente usada en 1970/1980.
Los PDA Palm son cada día más avanzadas, incluyendo la capacidad de convertirse en discos duros removibles en ordenadores vía cable USB, y están comenzando a combinarse con los teléfonos inteligentes. El Treo 680 es la oferta más moderna, que combina una PDA Palm con un teléfono móvil, Correo electrónico, SMS, y mensajería instantánea. Se espera ampliamente que los dispositivos Palm solo PDA acaben siendo sustituidos a medida que dispositivos como el Treo 650 bajen de precio. Algunos predicen que esto será causado en parte porque PalmSource convenció a varios fabricantes de móviles para usar Palm OS como interfaces y aplicaciones PIM en sus teléfonos, siendo más baratos, pero menos funcionales, los teléfonos inteligentes con Palm OS.

## Lista de modelos actuales de Palm

### PDA
- Z22
- Zire 72
- Tungsten E2
- TX

### Teléfonos inteligentes Treo
- Treo 700w y 700wx: CDMA (mercado USA), primera Palm con Windows Mobile
- Treo 700p: CDMA (mercado USA), PalmOS 5.4
- Treo 750v: GSM, Windows Mobile
- Treo 680: GSM, PalmOS 5.4

## Lista de modelos PDA descontinuados
Las siguientes PDA ya no se fabrican:
| Modelo descatalogado   | Modelo equivalente |
| Pilot 1000             | Zire 31            |
| Pilot 5000             | Zire 31            |
| PalmPilot Personal     | Zire 31            |
| PalmPilot Professional | Zire 31            |
| Palm III               | Zire 31            |
| Palm IIIe              | Zire 31            |
| Palm IIIx              | Zire 31            |
| Palm IIIxe             | Zire 31            |
| Palm IIIc              | Zire 31            |
| Handspring Visor       | Zire 31            |
| Palm V                 | Tungsten E2        |
| Palm Vx                | Tungsten E2        |
| Palm VII               | Treo 650           |
| Palm VIIx              | Treo 650           |
| Palm m100              | Zire 31            |
| Palm m105              | Zire 31            |
| Palm m125              | Zire 31            |
| Palm m130              | Zire 31            |
| Palm m500              | Tungsten E2        |
| Palm m505              | Tungsten E2        |
| Palm m515              | Tungsten E2        |
| Palm i705              | Treo 650           |
| Tungsten E             | Tungsten E2        |
| Tungsten T             | Tungsten TX        |
| Tungsten T2            | Tungsten TX        |
| Tungsten T3            | Tungsten TX        |
| Tungsten T5            | Tungsten TX        |
| Tungsten W             | Treo 700/750/680   |
| Tungsten C             | Tungsten TX        |
| Zire                   | Z22                |
| Zire 21                | Z22                |
| Zire 31                | Z22                |
| Zire 71                | Zire 72            |
| Handspring Treo 90     | Treo 700/750/680   |
| Handspring Treo 180    | Treo 700/750/680   |
| Handspring Treo 180g   | Treo 700/750/680   |
| Handspring Treo 270    | Treo 700/750/680   |
| Handspring Treo 300    | Treo 700/750/680   |
| Treo 600               | Treo 700/750/680   |
| Treo 650               | Treo 700/750/680   |
| LifeDrive              | ---                |